# Condado de Hart (Geórgia)
O Condado de Hart é um dos 159 condados do Estado americano de Geórgia. A sede do condado é Hartwell, e sua maior cidade é Hartwell. O condado possui uma área de 664 km², uma população de 22,997 habitantes, e uma densidade populacional de 38 hab/km² (segundo o censo nacional de 2000). O condado foi fundado em 7 de dezembro de 1853.